# Ornithocheiridae
Ornithocheiridae (Ornitokajridi) su bili grupa pterosaura unutar podreda Pterodactyloidea. Spadali su u posljednje pterosaure koji su imali zube.

## Osobine
Svi ornitokajridi imali su raspon krila od preko jednog metra, a najveći su imali raspon krila od 3 do 4,5 ili čak 6 metara (Coloborhynchus). U Kini u formaciji Jehol pronađeno je jaje jednog ornitokajrida, u kojem se nalazio embrion tik pred izlijeganjem, s rasponom krila od 25 cm.
Za razliku od njihovih srodnika, bezubih pteranodontida, ornitokajridi su imali zube, a u prednjem dijelu vilice obično su bili veći. Tu se obično nalazio i zaobljen ili trokutasti koštani greben, koji je poboljšavao aerodinamični oblik njuške pri njenom zaranjanju u vodu.

## Klasifikacija
Slijedi popis rodova prema Unwin (2006.), osim ako nije drukčije naglašeno:
- Porodica Ornithocheiridae
  -  ?Aetodactylus[2]
  - Anhanguera
  - Arthurdactylus
  - Barbosania
  - Brasileodactylus
  - Caulkicephalus
  -  ?Cearadactylus
  - Coloborhynchus
  - Haopterus
  - Liaoningopterus
  - Liaoxipterus
  - Ludodactylus
  - Ornithocheirus (tipična vrsta)
  - Piksi[3]
  - Tropeognathus
  -  ?Siroccopteryx[4]
  -  ?Uktenadactylus[4]